# Listă de localități din raionul Ialoveni
Această listă conține satele și orașele din raionul Ialoveni, Republica Moldova.
| Denumire       | oraș / centru de comună / sat |
| -------------- | ----------------------------- |
| Alexandrovca   | sat în comuna Gangura         |
| Bardar         | sat (comună)                  |
| Bălțați        | sat în comuna Țipala          |
| Budăi          | sat în comuna Țipala          |
| Cărbuna        | sat (comună)                  |
| Cigîrleni      | sat (comună)                  |
| Costești       | sat (comună)                  |
| Dănceni        | sat (comună)                  |
| Gangura        | centru de comună              |
| Găureni        | sat în comuna Zîmbreni        |
| Hansca         | sat (comună)                  |
| Horești        | sat (comună)                  |
| Homuteanovca   | sat în comuna Gangura         |
| Horodca        | sat (comună)                  |
| Ialoveni       | oraș, reședință de raion      |
| Malcoci        | sat (comună)                  |
| Mileștii Mici  | centru de comună              |
| Mileștii Noi   | sat în comuna Răzeni          |
| Misovca        | sat în comuna Gangura         |
| Molești        | sat (comună)                  |
| Nimoreni       | sat (comună)                  |
| Piatra Albă    | sat în comuna Mileștii Mici   |
| Pojăreni       | sat (comună)                  |
| Puhoi          | sat (comună)                  |
| Răzeni         | centru de comună              |
| Ruseștii Noi   | centru de comună              |
| Ruseștii Vechi | sat în comuna Ruseștii Noi    |
| Sociteni       | sat (comună)                  |
| Suruceni       | sat (comună)                  |
| Țipala         | centru de comună              |
| Ulmu           | sat (comună)                  |
| Văratic        | sat (comună)                  |
| Văsieni        | sat (comună)                  |
| Zîmbreni       | centru de comună              |